# Мариничева Олена Владиславівна
Оле́на Владисла́вівна Мари́ничева (рос. Еле́на Владисла́вовна Мари́ничева; 2 листопада 1954, Біленьке) — російська перекладачка, журналістка й критик. Членкиня Українського ПЕН.

## Біографічні дані
Олена Мариничева народилася в сім'ї інженера і вчительки — Владислава Миколайовича Мариничева (1926—1995) і Раїси Іванівни Мариничевої (1928—2014). З 1958 року проживала в Запоріжжі, 1962 року пішла до Запорізької середньої школи № 31 з українською мовою викладання і з поглибленим вивченням англійської мови. У 1972-му закінчила школу, здобувши золоту медаль. Того ж року вступила на факультет журналістики (спеціальність — літературна критика) Московського державного університету імені Ломоносова. Учениця професора Анатолія Бочарова, засновника кафедри літературної критики в МДУ. 1978 року закінчила цей виш.
Працювала журналісткою в московських журналах «Клуб», «Культура и жизнь». Публікувала переклади і критичні статті у виданнях «Известия», «Литературное обозрение», «The New Times», «Новая газета», «Общая газета», «Компьютерра», «Новый мир», «Новая Юность», «Дружба народов», Colta.ru, textonly та інших. Член Спілки журналістів Москви (з 1988 року), Міжнародної федерації перекладачів (з 2007 року) та Гільдії «Майстри літературного перекладу» (з 2015 року).
З середини 1990-х років перекладає літературні твори з англійської та української. Розпочати цю творчу роботу Олені Мариничевій допомогла Тетяна Шинкар — відома перекладачка Рея Бредбері, дочка одного з міністрів уряду УНР.
У діяльності Олени Мариничевої, як журналістки й літературного критика, значне місце посідають матеріали, пов'язані з українською тематикою та з українським красним письменством. До найвагоміших належать:
- «Что такое „оранжевая культура“». Бесіда з Оксаною Забужко. «Новая газета», 20.12.2004. Прочитано 04.01.2016
- «Нация в переплете» [Архівовано 5 березня 2016 у Wayback Machine.]. Стаття про нову українську літературу. «Новая газета», 22.08.2005. Прочитано 04.01.2016
- «Свои тараканы». Стаття про агресивну кампанію проти Бібліотеки української літератури в Москві. «Новая газета», 15.02.2007. Прочитано 04.01.2016
- «Когда цвели вишни» [Архівовано 19 серпня 2016 у Wayback Machine.]. Стаття про Голодомор в Україні. «The New Times (Новое время)», 14.04.2008. Прочитано 04.01.2016
- «Разминированная память» [Архівовано 22 квітня 2016 у Wayback Machine.]. Рецензія на роман Оксани Забужко «Музей покинутих секретів». Журнал «Дружба народов», № 9, 2010. Прочитано 04.01.2016
- «Книжная полка», десять рецензий на новинки украинской литературы [Архівовано 5 березня 2016 у Wayback Machine.]. Журнал «Новый мир», № 1, 2011. Прочитано 04.01.2016
- «Над пропастью в овсе» [Архівовано 5 березня 2016 у Wayback Machine.]. Рецензія на роман Ліни Костенко «Записки українського самашедшого». Журнал «Дружба народов», № 8, 2012. Прочитано 04.01.2016.

З 1972 року Олена Мариничева проживає в Москві. У 1974-му одружилася з математиком, фахівцем у галузі ІТ-технологій Леонідом Левковичем-Маслюком (* 1954). Старший син Іван (* 1975) — географ, а молодший, Федір (* 1989) — фізик-теоретик.

## Переклади

### З української
- Оксана Забужко. «Полевые исследования украинского секса». — Москва: «Независимая газета», 2001. У книжці — роман «Полевые исследования…», оповідання «Девочки», а також «Переписка автора с переводчиком»
- Мария Матиос. «Нация». — Москва: «Братонеж», 2007. Роман «Даруся сладкая» в перекладі О. Мариничевої та С. Соложенкіної під загальною редакцією О. Мариничевої; цикл новел «Нация» в перекладі О. Мариничевої
- Оксана Забужко, «Полевые исследования украинского секса». — Москва: АСТ, 2007. Роман «Полевые исследования…», оповідання «Девочки» і «Альбом для Густава», повість «Инопланетянка»
- Оксана Забужко. «Полевые исследования украинского секса». Юрий Андрухович, «Рекреации». — Москва: «Дружба народов», серия «Лучшая современная проза», 2008. Роман Оксани Забужко в перекладі О. Мариничевої, вірші з роману — в перекладі Дмитра Кузьміна. Роман Андруховича в перекладі Юлії Ільїної-Король
- Евгения Кононенко. «Без мужика». — Москва: «Флюид», 2009. Збірка оповідань та есеїв
- Мария Матиос. «Даруся сладкая». — Львів: «Піраміда», 2010. Двомовне видання «Даруся сладкая»/ «Солодка Даруся». Переклад О. Мариничевої, С. Соложенкіної
- Оксана Забужко. «Музей заброшенных секретов». — Москва: АСТ, 2013
- Мария Матиос — «Черевички Божьей Матери». — Харків, «Фоліо», 2015
- Лариса Денисенко, Юрий Издрык, Таня Малярчук, Евгения Кононенко. «Небо этого лета». Оповідання українських письменників. — Москва: «Три квадрата», 2015
- Таня Малярчук. «Лав-из». — Москва: АСТ, 2016
- Сергей Жадан. «Интернат». — Меридиан Черновиц, 2017

Переклади творів Тані Малярчук, Оксани Забужко, Костя Москальця, Павла Вольвача, Олеся Барліга, Сергія Жадана і Євгенії Кононенко опубліковано в літературних журналах та інтернет-виданнях («Дружба народов», «Новая Юность», «Новый мир», «Компьютерра», Colta.ru, textonly):
- «Три рассказа» Евгении Кононенко [Архівовано 6 січня 2018 у Wayback Machine.]. Прочитано 04.01.2016
- Главы из романа Оксаны Забужко «Музей заброшенных секретов» [Архівовано 5 березня 2016 у Wayback Machine.]. Прочитано 04.01.2016
- Главы из романа Оксаны Забужко «Музей заброшенных секретов» [Архівовано 16 червня 2015 у Wayback Machine.]. Прочитано 04.01.2016
- Рассказы Тани Малярчук [Архівовано 11 квітня 2016 у Wayback Machine.]. Прочитано 04.01.2016
- Рассказы Тани Малярчук [Архівовано 9 листопада 2016 у Wayback Machine.]. Прочитано 04.01.2016
- Эссе Сергея Жадана «Никогда не интересуйся политикой»[недоступне посилання з липня 2019]. Прочитано 04.01.2016
- Рассказ Сергея Жадана «Бежать не останавливаясь» [Архівовано 4 березня 2016 у Wayback Machine.]. Прочитано 04.01.2016
- Отрывок из романа Сергея Жадана «Интернат» [Архівовано 4 лютого 2018 у Wayback Machine.].
- Главы из романа Костя Москальца «Вечерний мед» [Архівовано 5 березня 2016 у Wayback Machine.]. Прочитано 04.01.2016
- Главы из романа Павла Вольвача «Кляса». Прочитано 04.01.2016
- Рассказ Олеся Барлига «Ненавижу» [Архівовано 5 березня 2016 у Wayback Machine.]. Прочитано 04.01.2016
- Рассказы Тараса Прохасько [Архівовано 18 травня 2017 у Wayback Machine.]. Прочитано 04.01.2016

### З англійської
- Грег Иган. «Карантин» — Москва: «АСТ-Пресс», 1997 (разом із Л. Левковичем-Маслюком)
- Джон Стиц. «Встречи на „Красном смещении“» — Москва: «АСТ-Пресс», 1997 (разом із Л. Левковичем-Маслюком)
- Ричард Барбрук. «Интернет-революция». — «Ад Маргинем Пресс», 2015 (разом із Л. Левковичем-Маслюком)

## Критика про переклади Олени Мариничевої
Рецензії на книжку Оксани Забужко «Полевые исследования украинского секса»:
- «Перекладный камень». Маргарита Хемлин [Архівовано 8 квітня 2017 у Wayback Machine.]. 2001. Прочитано 04.01.2016
- «Половая кухня, или Эта украинка». Глеб Шульпяков [Архівовано 20 серпня 2016 у Wayback Machine.]. 20.12.2001. Прочитано 04.01.2016
- «Тиха украинская ночь…». Лев Данилкин. 20.11.2001. Прочитано 04.01.2016
- «Полевые исследования украинского секса».. 26.02.2002. Прочитано 04.01.2016
- «Когда погас оранжевый». Марина Заречная[недоступне посилання з липня 2019]. 01.03.2007. Прочитано 04.01.2016.

Рецензії на книжку Марії Матіос «Нация»:
- «Карпатский блюз с перцем и кровью», Дмитрий Бак, «Новый мир», 12, 2008 [Архівовано 5 березня 2016 у Wayback Machine.]. Прочитано 04.01.2016.
- «Боль на каждом сантиметре текста». Ольга Мариничева, «Учительская газета» № 42, 16.10.2007 [Архівовано 4 березня 2016 у Wayback Machine.]. Прочитано 04.01.2016

Рецензії на книжку Євгенії Кононенко «Без мужика»:
- «Русский феминизм на рандеву». Марина Заречная, «Российская газета» [Архівовано 6 березня 2016 у Wayback Machine.]. 14.04.2010. Прочитано 04.01.2016
- «Бумерангов угол». Марина Бувайло, «Новый мир», № 10, 2009 [Архівовано 16 червня 2015 у Wayback Machine.]. Прочитано 04.01.2016

Рецензія на книжку Сергія Жадана «Интернат»
- Олег Хлебников. «Картина мира во время войны. Когда рефрен „Никого не жалко“ звучит как „Всех жалко“». Сайт «Новая газета», 25.01.2018 [Архівовано 4 лютого 2018 у Wayback Machine.] Прочитано 4.02.2018

Рецензія на книжку Тані Малярчук «Лав из»
- Стас Жицкий. «Проста украинская жизнь…?». Интернет-портал «Сноб», 2.11.2016
- Марина Бувайло. «Любовь без снисхождения». Журнал «Ноый мир», № 2, 2017 г. [Архівовано 10 лютого 2018 у Wayback Machine.]

## Нагороди та відзнаки
- 2011 — Премія журналу «Новый мир» за переклади творів української літератури і за літературно-критичні статті
- 2022 — Міжнародна премія імені Нори Галь за переклади з української мови та пропагування української літератури[3].

## Зовнішні зв'язки
- Персональний вебсайт, присвячений перекладам творів української літератури. Є уривки з багатьох перекладених книжок [Архівовано 10 січня 2016 у Wayback Machine.]
- Блог у «Живому журналі» [Архівовано 7 вересня 2008 у Wayback Machine.]
- Сторінка у «Фейсбуці»